# 格拉巴爾卡河
49°55′21″N 25°01′40″E / 49.92250°N 25.02778°E
格拉巴爾卡河（烏克蘭語：Грабарка），是烏克蘭的河流，位於該國西部，屬於塞雷特河的右支流，流經利沃夫州和捷爾諾波爾州，河道全長26公里，流域面積228平方公里。